# Feng-hsiung Hsu
Feng-hsiung Hsu (Keelung, 1 de janeiro de 1959) é um cientista da computação e arquiteto taiwanês. Foi o principal designer do supercomputador Deep Blue e é o autor do livro Behind Deep Blue: Building the Computer that Defeated the World Chess Champion.
Em 1990 foi premiado com o Mephisto Award por sua dissertação de doutorado. Foi laureado com o Prêmio Grace Murray Hopper de 1991, por suas contribuições no desenvolvimento da arquitetura e algoritmos para computadores enxadristas.
Hsu foi o arquiteto e o principal designer do computador de xadrez IBM Deep Blue. Ele recebeu o Prêmio Mephisto de 1990 por sua tese de doutorado e também o Prêmio ACM Grace Murray Hopper de 1991 por suas contribuições em arquitetura e algoritmos para máquinas de xadrez.

## Carreira
Hsu nasceu em Keelung, Taiwan, e veio para os Estados Unidos após se formar na Universidade Nacional de Taiwan com um bacharelado em EE. Ele começou seu trabalho de graduação na Carnegie Mellon University no campo do xadrez por computador no ano de 1985. Em 1988 ele fez parte da equipe "Deep Thought" que ganhou o Fredkin Intermediate Prize for Deep Thought de desempenho de grande mestre. Em 1989 ele se juntou à IBM para projetar um computador para jogar xadrez  e recebeu um Ph.D. com honras da Carnegie Mellon University.
Em 1991, a Association for Computing Machinery concedeu a Hsu o prêmio Grace Murray Hopper por seu trabalho em Deep Blue. Em 1996, o supercomputador perdeu para o campeão mundial de xadrez Garry Kasparov. Após a derrota, a equipe de Hsu se preparou para uma nova partida. Durante a nova partida com Kasparov, o supercomputador tinha o dobro do poder de processamento que tinha na partida anterior. Em 11 de maio de 1997, Kasparov perdeu o sexto e último jogo e, com ele, a partida (2½ – 3½).
Antes de construir o supercomputador Deep Blue que derrotou Kasparov, Hsu trabalhou em muitos outros computadores de xadrez. Ele começou com o ChipTest, um chip simples para jogar xadrez, baseado em um design do Unix, e muito diferente do outro computador para jogar xadrez sendo desenvolvido na Carnegie Mellon, HiTech, que foi desenvolvido por Hans Berliner e incluiu 64 fichas de xadrez diferentes para o gerador de movimento em vez do da série de Hsu. Hsu continuou a construir os computadores cada vez melhores para jogar xadrez, Deep Thought, Deep Thought II e Deep Blue Prototype.
Em 2003, Hsu ingressou na Microsoft Research Asia, em Pequim. Ele afirmou a visão de que a computação de força bruta eclipsou os humanos no xadrez, e poderia em breve fazer o mesmo no antigo jogo asiático Go.